# Francesco da Castiglione

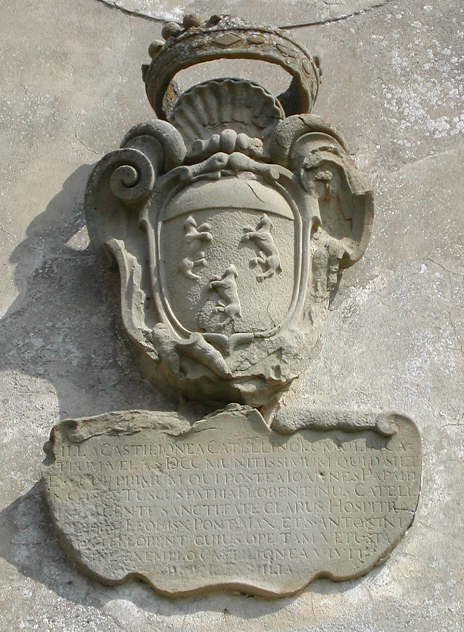
Stemma famiglia dei Catellini da Castiglione.

Francesco da Castiglione (Firenze, 1420 circa – Firenze, 29 maggio 1484) è stato un umanista e religioso italiano.

## Biografia
Francesco nacque a Firenze nella nobile famiglia Catellini da Castiglione, di parte ghibellina.
Lasciò Firenze nel 1434 dopo la morte del padre Dante a seguito di contrasti con la famiglia Medici, tornata al potere con Cosimo. Venne portato a Mantova dalla madre e affidato alla Ca' Zoiosa dell'umanista Vittorino da Feltre, rimanendo otto anni e divenendone allievo. Dopo la morte del maestro (del quale scrisse la vita), Francesco si trasferì a Bologna, dove frequentò la scuola del filosofo Gaspare Sighicelli. Tornato nella sua città natale, cercò di entrare nei favori dei Medici e, grazie a Giovanni di Cosimo de' Medici, nel 1447 ottenne la cattedra di greco presso lo Studio Fiorentino. Studiò teologia e divenne sacerdote nel 1450. Fu pievano di Sant'Appiano in val d'Elsa e nel 1462 canonico della basilica di San Lorenzo a Firenze per 8 anni.
Si distinse nella pubblicazione di biografie di santi e uomini illustri.